# Fermignano
Fermignano est une commune italienne d'environ 8 400 habitants, située dans la province de Pesaro et Urbino, dans la région des Marches, en Italie centrale. La Ville est connue pour être la ville natale d’un de Donato Bramante.

## Géographie
Fermignano est une petite  montagne située dans une vallée entourée de chevaux roux. Elle se trouve en province de Pesaro et Urbino (PU), dans la région Marches, en Italie. Les montagnes principales sont le mont Nerone (1 525 m) et le mont Pietralata (889 m). Elles appartiennent à la chaîne des Apennins. Le mont Nerone est riche en champignons et fossiles préhistoriques, alors que le mont Pietralata est riche en  ruisseaux. Fermignano est traversé par le fleuve Metauro (121 km). La partie la plus célèbre du fleuve traverse le centre-ville et forme une cascade à côté de l’ancienne lainerie Carotti.

## Histoire
Les témoignages les plus anciens remontent au XIIIe siècle.
Au Moyen-Âge existaient le pont romain et la tour, de ce qui résulte des documents d’archives.
Le nom de Castrum Firmignano, c’est-à-dire château de Fermignano, apparaît déjà au Moyen-Âge. Fermignano avait une certaine importance, mais c’est à l’époque de la Renaissance qu’il a acquis une physionomie bien précise parce qu’il faisait partie du duché d’Urbino, sous Federico Da Montefeltro.
Dans cette période, à part le Castrum, le centre ville, existaient aussi de nombreuses villae, de petits groupes de maisons de campagne autour du castrum.
Les activités économiques principales de Fermignano aux XVIe et XVIIe siècles sont les manufactures, en particulier la production de papier et de laine. Ces activités étaient liées à la présence du fleuve qui, avec le saut de sa chute, donnait la possibilité de produire de l’énergie hydraulique. L’eau du fleuve faisait tourner les roues des moulins qui, à leur tour, faisaient tourner les engrenages des machines industrielles.

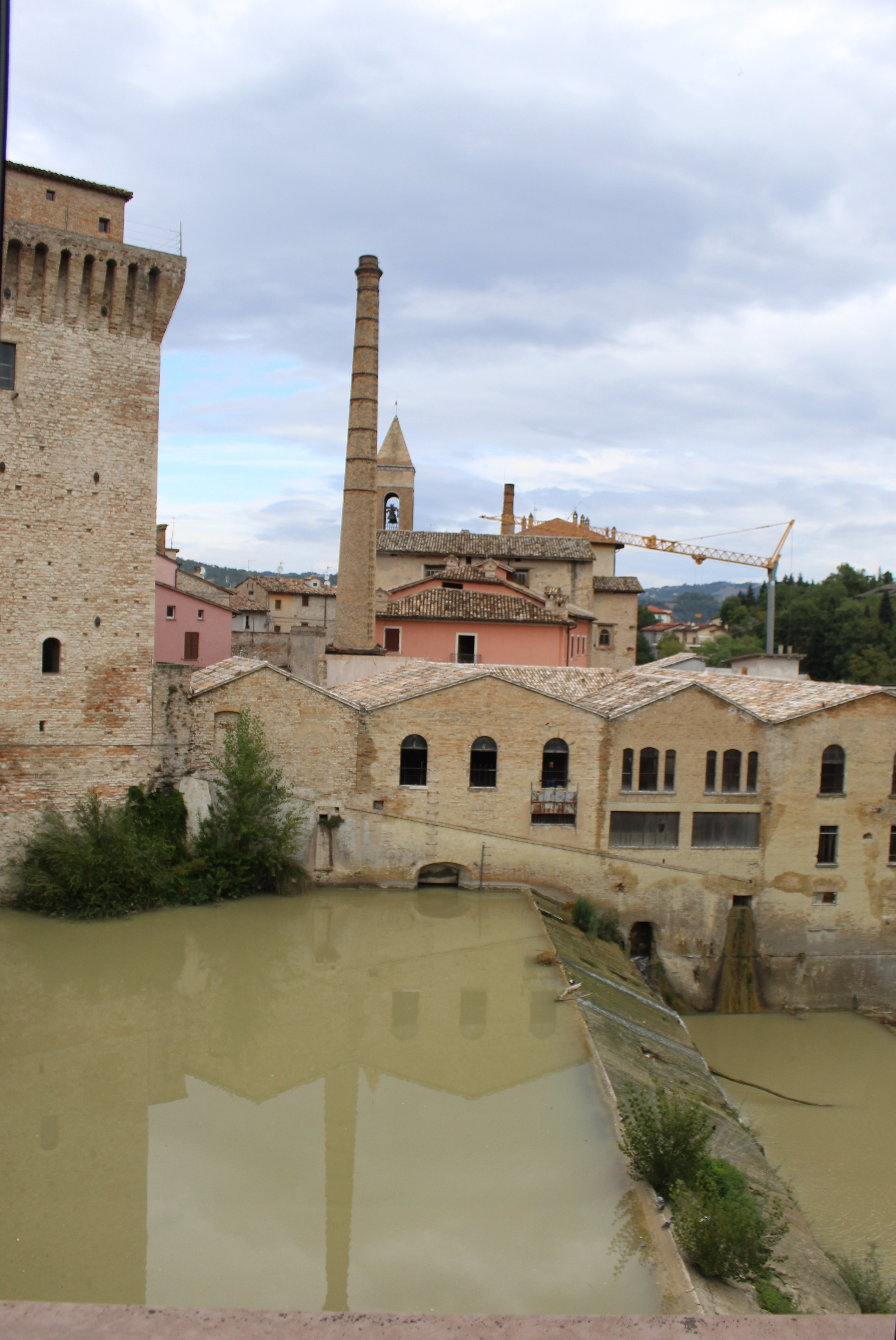
Vue sur le Métaure depuis le Musée de l’Architecture de Fermignano.

En 1607, Fermignano est devenu autonome par rapport au duché d’Urbino, et il a eu son conseil municipal, composé de vingt-quatre conseillers ; dix représentants du Castrum et quatorze des Villae.
Fermignano a vécu une période de prospérité. La vie du centre ville se déroulait autour de la papeterie et du moulin à eau. Les documents nous parlent de la production du filet et de l’organisation de foires.
En 1762 a été réalisée l’horloge publique de la tour de l’horloge. En 1781, il y a eu un tremblement de terre.
Le XIXe siècle voit le renouvellement de nombreuses activités industrielles : grâce à la production du ver à soie, était diffusée la production de la soie, et la production de briques dans la briqueterie de Calpino. Il y avait aussi une boulangerie, une usine de pâtes alimentaires et une boucherie.
À la fin de 1800, Fermignano a vécu un changement important : la gare a été construite à la suite de la réalisation de la ligne Fano-Fabriano-Urbino. En 1870-1871, Fermignano a été la première ville des Marches à éclairage électrique public. Dans cette période la ville s’est élargie avec l’aménagement de la place Garibaldi et des édifices environnants avec les arcades.

## Économie
Fermignano est le troisième centre industriel de la province, après Fano et Pesaro. Beaucoup de familles,  venant de toute l’Italie et de l’étranger, sont immigrées ici pour trouver du travail. 

## Culture

### Événements
La Bénédiction des animaux (17 Janvier, Saint- Antoine)
C’est en 2001 que l'association Pro Loco a décidé  de proposer la fête de Saint-Antoine, célébrée au mois de janvier. Cette fête est devenue de plus en plus renommée d’année en année jusqu'à devenir la fête des animaux la plus importante de la Région. Le programme prévoit une  manifestation pour la recherche de truffes et une bénédiction pour tous les animaux de la part de l’évêque de Urbino. Ce jour-là, Place Garibaldi est mise à la disposition des animaux, des associations de catégorie,  des niches, des entraîneurs, des maisons du secteur.                                                          
Palio de la grenouille (Palio della Rana, dimanche après Pâques)
Dès son origine,  Fermignano a été toujours sous la dépendance du Duc Frédéric de Urbino. Mais une telle  situation faisait du mal aux habitants de Fermignano, parce qu’ils sentaient de plus en plus le besoin de se gouverner eux-mêmes, d’être indépendants comme les autres communes du Duché d’Urbino. Le 28 septembre 1607, Francesco Maria II della Rovere, dernier duc de Urbino, institue le conseil municipal de Fermignano, composé par 24 conseillers. Pour célébrer l'événement, le dimanche après Pâques, les habitants du village fêtèrent en réalisant des jeux comme la course en sac,  la rupture des pots, le mât de cocagne, la course des grenouilles en brouette, etc. En 1966 l'association Pro Loco rétablit la compétition considérée la plus originale, la course des grenouilles en brouette, en l'insérant dans un règlement avec le nom officiel de « Palio de la grenouille ». Le terrain de compétition  est représenté par un parcours de 170 mètres, le long de la rue principale du village, rue Martiri della Libertà, à partir du Monument aux Morts à la place Garibaldi. Les gagnants des 7 équipes, qui représentent les quartiers de la ville et celui qui est déclaré vainqueur par tirage au sort parmi les seconds des adversaires, participent à la demi- finale. Le premier et le second gagnant de chaque demi-finale, ont accès à la grande finale  pour gagner le  Palio de la grenouille .  
Le Grand Prix du bicycle du XIXe siècle (premier dimanche de Septembre)
Cette manifestation a été créée par la Pro Loco de Fermignano en 1966. La réalisation des bicycles  a été confiée à Alderige Rossi, un forgeron du village. D'abord cette compétition  s’est déroulée avec  un grand succès, mais peu à peu l'événement a perdu d'importance. En 1989,  la Pro Loco de Fermignano a décidé de proposer de nouveau  la manifestation. Cette compétition reprend la notoriété du temps passé et les participants ont l'objectif de gagner le Bicycle d'Or.

## Monuments et patrimoine
Le Pont et la Tour
La tradition locale considère d'époque romaine le pont qui traverse le fleuve Metauro à Fermignano. Il s’agit d’une structure monumentale à trois arcs construits en blocs de pierre. La technique de construction est similaire à celle de la tour contiguë qui sert à la défense de la ville. Le pont et  la tour sont étroitement liés et semblent former un seul complexe monumental  d’importance stratégique dans le contexte du réseau routier médiéval.
Au milieu du pont se trouve un édicule et  à l'intérieur une Vierge avec l’enfant Jésus, une image voulue par le duc Frédéric de Urbino dans la seconde moitié du XVe siècle.
A la base de la tour est placée une fontaine publique appelée Mascarone construite en 1886.
À côté du pont se dresse l'abattoir, un bâtiment qui remonte à la 2e moitié du XIXe siècle. Il a été construit avec des pierres du fleuve  Metauro. Actuellement, il abrite de nombreuses conférences, des spectacles et des musées.
Lanificio Carotti
Il s’agit d’une ancienne papeterie devenue, en 1914, Lainerie Carotti. Elle est située à l’abri de la célèbre tour médiévale et du pont romain. La papeterie a travaillé depuis 1408 jusqu’à la fin de 1800. Une partie du bâtiment (de l’usine) est tombée le 11 février 2012 sous le poids de la neige.
Monument aux Morts de la guerre
Le 22 juin 1924, avec une cérémonie solennelle, l’actuelle avenue Vittorio Veneto a été inaugurée. Le monument a été construit pour rappeler 78 morts de la guerre de 1915/18, œuvre du sculpteur Giuseppe Romagnoli. Dans la partie la plus élevée se trouve une statue en bronze ; elle représente un combattant nu qui tombe en serrant une petite victoire ailée dans sa main gauche et un poignard dans sa main droite.
L'église de  Santa Veneranda 
Elle a été érigée au XVIe siècle, à l’intérieur des murs du château de Fermignano, grâce à la « Confraternita del Gonfalone » et elle a été  dédiée à la sainte, choisie comme protectrice du village. Elle a été  détruite, par un tremblement de terre, en 1781, ensuite elle a été  reconstruite par l'architecte Tosi de Urbino. À l'intérieur il y a un tableau du peintre Rondelli, dédié à saint François de Paola.
L'église Santa Maria Maddalena 
L'église remonte au XVIIIe siècle et elle était très petite. Ensuite elle a été agrandie et reconstruite, elle aussi, sur projet de l’architecte Tosi. Sur  le maître-autel  il y a une statue de Notre-Dame de sept douleurs, en carton-pâte, réalisée au milieu du XVIIe siècle.
L'église du Christ Travailleur

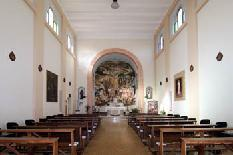
Église du Christ Travailleur

Elle a été construite en 1955 et se trouve dans le quartier de Calpino, près de la gare qui relie Fermignano avec Urbino. 
C’est une église moderne et sur le toit se trouve une croix en bronze doré. Sous le plafond quatre fenêtres trilobées donnent de la lumière à l'église. En arrière- plan, sur le mur, il y a une belle  peinture à fresque qui représente le Christ Travailleur au milieu des gens de Calpino ; elle a été réalisée en 2010 par l’artiste florentin Americo Mazzotta. Le presbytère est précédé d’un arc en plein cintre peint en rose.  A côté de l’arc il y a deux statues: Saint- Joseph  et une sainte représentation  de Jésus. Près de l’église il y a l'oratoire  “Don Giuseppe Righi”.
L’église de Marie
C’est l'église principale, formée d'un plan rectangulaire ; il s’agit d’une église très grande et moderne,  bâtie en 1974 et voulue par le curé Don Adelelmo Federici.  Elle donne sur la rue qui relie Fermignano à Urbino, près de Place Garibaldi. À la fin d’un escalier il y a un beau parvis en marbre.  L’intérieur est éclairé par une tribune centrale orthogonale où  il y a de longues fenêtres étroites sur les huit côtés.

## Personnalités
- Donato Bramante (1444-1514), architecte et peintre est né à Fermignano.

## Administration
| Période                                  | Période | Identité | Étiquette | Qualité |
| ---------------------------------------- | ------- | -------- | --------- | ------- |
|                                          |         |          |           |         |
| Les données manquantes sont à compléter. |         |          |           |         |

Giovanni Bischi a été le maire historique  de Fermignano de 1970 à 1990. Son administration a commencé en 1946 quand il est devenu adjoint au maire. Le dernier maire a été Giorgio Cancellieri. L’actuel maire est Emanuele Feduzi, élu en juin 2016.

### Communes limitrophes
Acqualagna, Cagli, Fossombrone, Urbania, Urbino